# Coroides
Se llama coroides o úvea posterior a una membrana profusamente irrigada con vasos sanguíneos y tejido conectivo, de coloración oscura que se encuentra entre la retina y la esclerótica del ojo. La parte posterior está perforada por el nervio óptico y se continúa por delante con la zona ciliar. La función de la coroides es evitar el rebote incontrolado de la luz dentro
del ojo.

## Composición
La coroides está formada de fuera a dentro por tres capas diferentes:
- Capa supracoroidea o lámina fusca. Es una capa de tejido conjuntivo formado por laminillas donde se observan fibras elásticas, colágeno y celularidad representada por melanocitos y fibroblastos que separa los capilares de la esclerótica.[3]

- Estroma o lámina vasculosa. Ocupa la mayor parte y es la propiamente vascular con ramas ciliares de la arteria oftálmica. Presenta fibras nerviosas y vasos además de fibras de colágeno, fibras elásticas, fibroblastos, macrófagos y melanocitos. En función de su tamaño y localización, los vasos se pueden clasificar en tres capas:
  - Capa de Haller que está situada externamente y está formada por los grandes vasos
  - Capa de Sattler que es la capa media formada por vasos medianos
  - Capa de Ruysch o coriocapilar interna que está formada por arteriolas capilares y vénulas. Los capilares están muy unidos unos a otros. Nutre al epitelio pigmentario de la retina.

- Lámina vítra de Bruch. Está en íntima relación con la retina. Se relaciona con la retina a través de su superficie interna o retiniana, mientras que su superficie externa es la porción coroides.

En los humanos, la coroides presenta una pigmentación oscura debido a la presencia de melanina y una gran abundancia de vasos sanguíneos, lo que ayuda a absorber la luz que llega al ojo y prevenir así su reflexión (que acarrearía la formación de imágenes confusas). La mala visión de los albinos se debe a la falta de melanina en esta membrana. En otros animales se encuentran partículas reflectantes sobre la coroides para ayudar a recoger luz en ambientes de oscuridad, el llamado tapetum lucidum. 
El efecto de ojos rojos en las fotografías es debido a la reflexión de la luz sobre el coroide. Aparece de color rojo debido a los vasos sanguíneos en la úvea.

## Imágenes adicionales

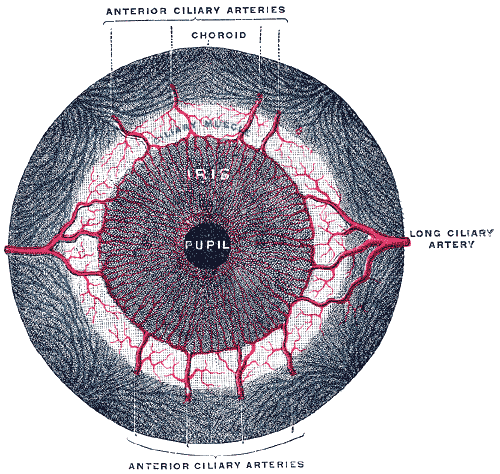
Iris, vista frontal.
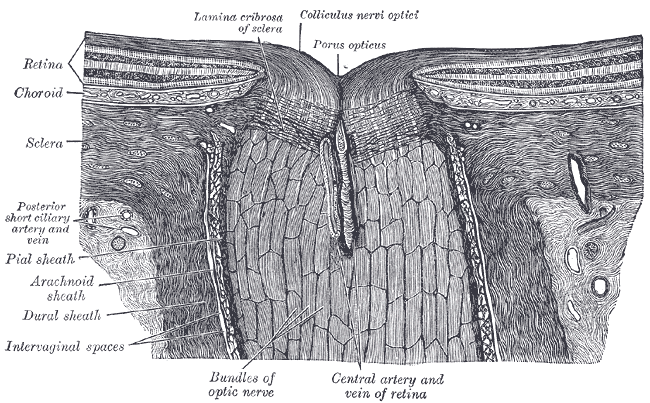
Porción terminal del nervio óptico y su entrada al globo ocular, sección horizontal.
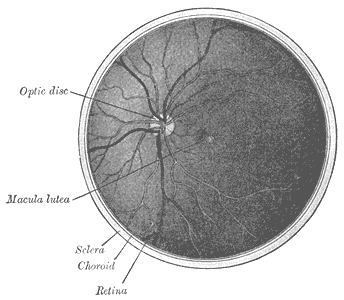
Pared posterior del ojo izquierdo porción posterior.
Partes del ojo identificadas en la página de la imagen.